# Det var en gång (film)
Det var en gång (danska: Det var engang) är en dansk dramafilm från 1922 i regi av Carl Theodor Dreyer. Den handlar om hur prinsen av Danmark klär ut sig och förför prinsessan av Illyrien och utsätter henne för en rad prövningar. Filmen bygger på en pjäs av Holger Drachmann som i sin tur bygger på H.C. Andersens saga Svinaherden. Filmen hade dansk premiär 3 oktober 1922.

## Medverkande
- Peter Jerndorff som kungen av Illyrien
- Clara Pontoppidan som prinsessan av Illyrien
- Svend Methling som prinsen av Danmark
- Hakon Ahnfelt-Rønne som Kaspar Røghat
- Torben Meyer som ceremonimästaren
- Karen Thalbitzer som Bolette Fadebursterne
- Valdemar Schiøler Linck som Papegoj-kammarherren
- Viggo Wiehe som schweizaren
- Mohamed Archer som 1:e friaren
- Henry Larsen som 2:e friaren
- Lili Kristiansson som 1:a hovdamen
- Zun Zimmermann som 2:a hovdamen
- Bodil Faber som 3:e hovdamen
- Emilie Walbom som köksmästarinnan
- Lars Madsen som gårdfarihandlare
- Wilhelmine Henriksen som "Doktor-Dorthe"
- Frederik Leth som kolare
- Musse Scheel som överhovmästarinnan